# Spenser St. John
Spenser St. John (Londres, 1825-Somers Town, Londres, 1910). Fue un explorador y diplomático británico, que exploró los territorios que hoy son Brunéi y Sarawak, y fue cónsul y ministro en varios países latinoamericanos, de los cuales escribió varios libros.

## Biografía
Fue bautizado en la iglesia St. Pancras de Londres. Spenser St. John fue cónsul general británico en Brunéi y gobernador de Labuan de 1852 a 1856, en 1858 realizó dos ascensos al Monte Kinabalu en compañía de Hugh Low, uno de los dos picos del Monte Kinabalu, el Saint Jonh's Peak de 4,091 m s. n. m. recibió ese nombre en su honor, exploró esta región de la isla de Borneo de 1848 a 1861.
Posteriormente se desempeñó como cónsul y ministro en varios países latinoamericanos, como Haití, Perú y a partir de 1883 fue nombrado Ministro del Reino Unido en México, lo cual supuso la reanudación de relaciones diplomáticas entre los dos países, rotas desde 1867 tras la derrota de la Intervención francesa y el fusilamiento del Emperador Maximiliano I de México. Desde este puesto negoció y firmó el tratado de límites que fijó lo que hoy es la Frontera entre Belice y México y que conllevó el reconocimiento mexicano a la posesión inglesa de la colonia de Honduras Británica.
Fue un conocido escritor sobre los lugares que exploró y los países en que se desempeñó como diplomático, en 1884 publicó una memoria de su experiencia como cónsul en Haití que causó un gran impacto debido a sus descripciones de actos de canibalismo en ritos vudú, y señaló que "es una tradición surgida del miedo, la magia y de asesinatos. Resulta increíble que la brujería, los envenenamientos y el canibalismo sigan difundiéndose en la isla".